# Hønefoss

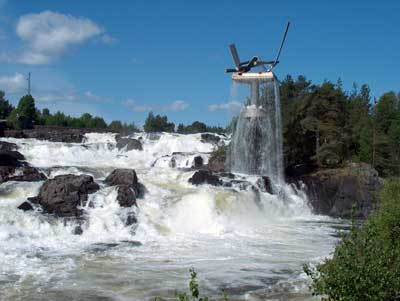
De Hønefossen

Hønefoss is een stad in de Noorse gemeente Ringerike, provincie Buskerud. Hønefoss telt 13.930 inwoners (2007) en heeft een oppervlakte van 9,98 km². Tot 1964 was Hønefoss een zelfstandige gemeente. Bij de vorming van de gemeente Ringerike werd Hønefoss de hoofdplaats waar het bestuur van de gemeente is gevestigd.
De naam van de stad verwijst naar de waterval Hønefossen, een waterval bij de stad in de rivier de Begna. Het eerste deel is de naam van de oude boerderij Hønen, het laatste deel is foss, dat 'waterval' betekent.

## Ligging
De stad ligt zo'n 60 kilometer ten noordwesten van de Noorse hoofdstad Oslo. Het station is een knooppunt in het Noorse spoorwegennet met treinen naar Oslo en Bergen, naar Drammen en Randsfjord. Ook de hoofdwegverbinding tussen Oslo en Bergen, de E 16, loopt langs Hønefoss. 

## Geboren
- Erika Stang (1861-1898), pianiste
- Karsten Alnæs (1938), geschiedkundige, journalist en schrijver
- Tord Asle Gjerdalen (3 augustus 1983), langlaufer
- Anders Jacobsen (17 februari 1985), schansspringer
- Håvard Bøkko (2 februari 1987), langebaanschaatser
- Christoffer Fagerli Rukke (17 april 1988), langebaanschaatser
- Hege Bøkko (5 september 1991), langebaanschaatsster
- Simen Hegstad Krüger (13 maart 1993), langlaufer
- Torstein Træen (16 juli 1995), wielrenner
- Emilie Nereng (3 november 1995), schrijfster, artiest en fotomodel